# Camagüey
Camagüey és una de les set primeres poblacions fundades pels espanyols a Cuba. Aquesta ciutat va exercir un paper de primer pla en la seva qualitat de centre urbà d'un territori dedicat essencialment a la ramaderia i la indústria sucrera. Fundada el 1528 en el seu emplaçament actual, la ciutat es va anar desenvolupant a partir d'un esquema urbanístic irregular constituït per una xarxa de places, placetes, carrers estrets i illes irregulars de cases, que és molt poc comú en les ciutats colonials d'Amèrica Llatina situades en terreny pla. El centre històric de Camagüey abasta 54 hectàrees i és un exemple excepcional d'assentament urbà tradicional relativament apartat de les principals rutes comercials. La influència de l'arquitectura i l'urbanisme de l'Europa medieval és patent en el traçat urbà i les tècniques de construcció portades a Amèrica pels paletes i mestres d'obres dels colonitzadors espanyols. En els edificis del lloc ha quedat plasmat, al llarg del temps, el segell de nombrosos estils artístics: neoclàssic, eclèctic, neocolonial i "Art Déco", principalment. També hi ha algunes construccions inspirades en el "Art Nouveau" i el racionalisme. El seu centre històric va ser declarat Patrimoni de la Humanitat l'any 2009.
Està situada al centre-oest de Cuba i és capital de la província homònima.

## Història
Va ser fundada pels espanyols el 2 de febrer de 1514 pel conqueridor espanyol Diego Velázquez de Cuéllar a la costa oriental de l'Illa de Cuba a la Zona de Punta del Guincho (Nuevitas). El nom inicial era Santa María del Puerto del Príncipe. El 1516 es trasllada al cacicat de Caonao, a l'interior, a causa de les dificultats en el subministrament d'aigua i de la gran quantitat de moscards. Després d'una sèrie de revoltes dels indis, dirigits pel seu primer tinent el Governador Diego d'Ovando, es varen traslladar novament al cacicat de Camagüey l'any 1526, entre els rius Tínima i Hatibonico, que és on es troba avui.
En 1528 s'estableix la ciutat. Es planta una creu gran duita de Caonao en el punt mitjà de la recta que uneix els dos rius, (aquest lloc estaria ara en el carrer General Gómez).
En 1599 es funda el convent de Sant Francesc i el 1602 el de la Mercè, al mateix lloc on està avui (reconstruït en 1748). Es varen crear embarcadors per a comunicar-se amb Santiago de Cuba, Trinitat, i Bayamo, a més camins per la comunicació amb Vertientes, Nuevitas i El Jigüey.
El 1616 hi ha una revolta d'esclaus procedents del centre de l'Illa i la ciutat és atacada i cremada, salvant-se la creu gran original, la campana de l'ajuntament i l'església de la Mercè. Es reconstrueix la vila fent correspondre el centre amb la Plaça Maceo, on es va plantar de nou la creu gran original.
El 1620 es comença la indústria del fang i la construcció de maons, teules i alfàbies que formava la base de les construccions típiques del Puerto del Príncipe. També es comença a construir el Camí Reial que hauria de connectar la vila amb l'Havana i Santiago de Cuba.
Aquest any el bisbe Alonzo Enríquez de Almendáris informa el rei Felip III que la població ascendeix a mil cinc-cents habitants.
En 1668 el pirata anglès Henry Morgan ataca la ciutat i la crema gairebé tota, conservant-se novament l'església de la Mercè. Es torna a reconstruir i el 1679 torna a ser atacada pel pirata Françoise Granmont.
El 1692 un huracà causa una gran destrossa i el 1698 una epidèmia va provocar grans estralls en la població. Més tard, el conegut com "mal de les serps" va castigar la vila. Hi ha molt pocs detalls sobre aquest assumpte, però se sap que va provocar molt patiment als habitants.
Entre 1701 i 1799 es produeix un auge econòmic i es construeixen dotze obres importants, entre elles el convent i hospital de Sant Joan de Déu, el pont de la Caritat (inicialment de fusta i pedra), i el Pont de Sant Llàtzer. Durant aquest període, la Plaça Major (avui Parc Agramonte) és el focus social de la vila
Entre 1805 i 1867 es construeixen 15 edificis importants, entre els quals podem esmentar el cementiri, la Casa Cuna, el Camp de Mart (després Casino Campestre), Teatre Principal, Societat Popular, Plaça de Bous, i la Presó. Més tard es construeixen 15 forts per a la defensa de la ciutat durant la guerra d'independència.

## Economia
Des d'inicis de la colonització, la base de l'economia del Puerto del Príncipe va estar centrada principalment en la ramaderia i l'agricultura. El comerç ramader es feia tradicionalment a través de la mar, o per vies de comunicació terrestre molt deteriorades (encara que la vila estava en l'eix del camí reial que unia l'Havana amb Santiago). Després de la conquesta pels anglesos de l'illa de Jamaica, van emprendre els seus habitants un actiu comerç de cuirs i pells, a més de bestiar viu i cavalls amb els quals es feia contraban amb els anglesos. Aquesta serà la base del seu primer creixement, tot i que el contraban amb els espanyols va prosseguir per molts anys més. Quant a l'agricultura, el cultiu de sucre no va tenir un desenvolupament notable en aquestes terres (només el 1860 es va comptar amb 33 enginys) i a més es produïa cafè, tabac, patates, hortalisses, farratges, etc.

## Llocs d'interès
El traçat asimètric dels seus carrers de vegades sembla un laberint, i en alguns llocs una teranyina, on es pot desorientar qualsevol novell transeünt. És una de les ciutats que millor conserva la seva ambientació i arquitectura colonial. Els seus famosos tinajones (alfàbies) es troben per tot arreu, com a elements eminentment decoratius, encara que val a dir que el seu ús prové d'abans, quan aquests enormes recipients de fang eren emprats per recollir l'aigua de pluja que baixava pels canals dels sostres, a manera d'aljubs.
El centre històric té 12 places i 18 placetes.
- Plaça i església de la Mare de Déu del Carme

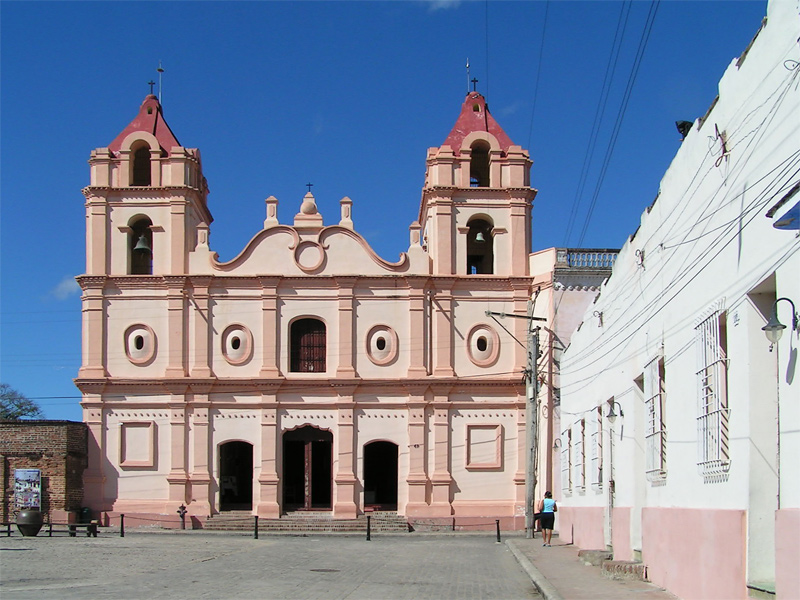
Plaça i església de la Mare de Déu del Carme

És un dels seus llocs més pintorescs. En els seus carrers empedrats trobam figures escultòriques de l'artista Martha Jiménez, que recreen personatges d'altre temps com venedor d'aigua, el lector de diari, les dones xafarderes (xerraires) i la parella d'enamorats.
El sorgiment de la Plaça del Carme se situa en les primeres dècades del segle xix i en el seu entorn es destaca una variada arquitectura popular, amb patis irregulars i façanes senzilles i modestes.
Allà, sota el suport del franciscà Pare València, es va edificar un dels conjunts arquitectònics més importants de Camagüey, integrat per l'hospital de dones en 1823 (avui és l'espai que ocupa l'escola primària Martha Abreu), l'Església de la Mare de Déu del Carme de 1825 (única de dues torres a la ciutat), i el Monestir de les Ursulinas, inaugurat el 1829, dedicat a l'ensenyament de nenes.
El 1997 va començar el rescat d'aquest Monestir, un dels monuments colonials més rellevants del Centre Històric, amb la finalitat d'ubicar aquí la seu de l'Oficina de l'Historiador de la Ciutat de Camagüey.
Pel que fa a l'església de la Mare de Déu del Carme encara que aparentment la seva majestuosa façana de tres accessos anuncia un edifici de tres naus, realment té una única nau de modestes proporcions, amb vestíbul, cor, presbiteri i sagristia.
La façana té influència manierista d'una clara relació compositiva amb les esglésies jesuítiques, conformada per cinc carrers verticals i dos nivells horitzontals. Pilastres adossades sobre pedestals, en parells o individuals, van emmarcant tant les torres com el cos central de la façana on es concentra l'ornamentació. Separa el primer nivell horitzontal del segon, una doble cornisa trencada en el seu traçat pels capitells de les pilastres.
Les torres estan adossades als extrems laterals davanters arran amb la façana i per fora del perímetre rectangular de la planta. Consten de quatre cossos cúbics cadascuna, amb obertures de mig punt on pengen les campanes i cobertes amb una rematada piramidal coronat per sengles creus.
Un bell arc mixtilini conforma la porta principal, mentre sobre aquest, un arc carpanell ho fa amb la finestra coral. Arcs rebaixats conformen els altres dos accessos a ambdós costats del central.
En el segon nivell, a més de la finestra del cor ja descrita, s'observen quatre òculs el·líptics disposats verticalment pel seu eix major, emmarcats per motllures.
El frontispici culmina amb un remat curvilini, conformat per dos alerons en forma de S d'enrotllades espirals en els extrems; al centre les corbes convergeixen cap a un medalló circular llis amb motllures en el seu perímetre. Corona el conjunt una creu.
La coberta d'aquesta església era de fusta de dues vessants amb teules de fang criolles, i interiorment una falsa volta de canó conformada per llistons de fusta i recoberta per guix, sostinguda per arcs transversals. Aquest tipus de coberta s'estenia sobre el cos del temple -interceptant-se amb una cúpula- i sobre el presbiteri. Ambdues es van esfondrar el 1964 i 1992 respectivament. Va ser reconstruïda l'any 2003.
- Parc Ignacio Agromonte

El Parc Central denominat "Ignacio Agramonte"-com homenatge a l'heroic Major General de les lluites independentistes- va ser el lloc des d'on es va originar l'inicial nucli urbà de la comarca, amb les seves cases amb sostre de guano que el 1528 començaven a construir el poblat.
D'acord amb el costum peninsular d'edificar nuclis al voltant d'una anomenada Plaça d'Armes, l'esplanada de l'actual Parc Central va rebre per aquell temps aquest nom i en el seu entorn es van erigir la Catedral i l'Ajuntament.
- Plaça i església de Sant Joan de Déu

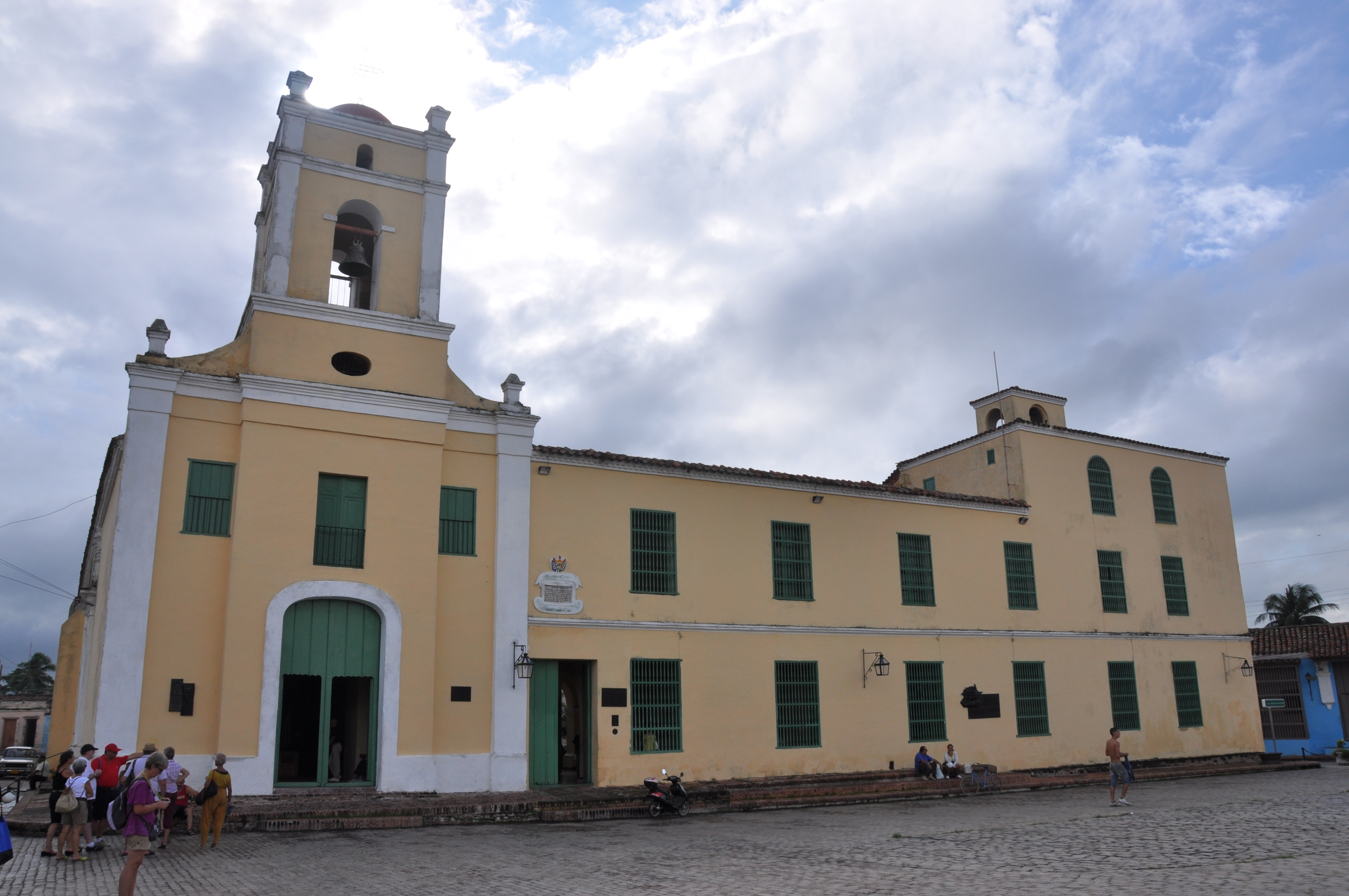
Església de Sant Joan de Déu

La Plaça de Sant Joan de Déu és un conjunt arquitectònic colonial del segle xviii, declarat Monument Nacional, és l'entorn millor preservat de la ciutat.
Marcat per llambordins i cases colonials amb sostres de teules vermelles i reixes de ferro, la plaça és la llar d'una església barroca del segle xvii i l'hospital de l'orde de Sant Joan de Déu.
La veritat és que la Plaça Sant Joan de Déu data de 1728, ja quan l'església i l'hospital estaven construïts. L'entorn de la placeta és el primer conjunt arquitectònic d'importància de la ciutat on es trobaran àmplies façanes, portes, finestres amb balustres de fusta tornejades i elements colonials que en l'actualitat intenten ser fidels a l'època.
A l'antic hospital de Sant Joan de Déu actualment radica un museu i algunes de les dependències de l'oficina de patrimoni provincial.
El temple de Sant Joan de Déu és d'una nau. Conserva l'antic ambient emfatitzat pel pis de maons, sostre d'armadura de fusta i teules de fang, i els retaules de fusta.
La seva façana principal va ser modificada entre els anys 1847-1848 en ser reconstruïda la seva torre lateral, aquesta vegada a eix amb la seva única porta principal, la qual cosa la va dotar d'una marcada simetria. La torre està formada per quatre cossos i rematada per una petita cúpula semicircular. Només en els extrems presenta pilastres adossades rematades amb un petit volum rectangular acabat en piràmide, composició que es repeteix a la part alta de la torre.
- Casa natal Ignacio Agramonte

Ignacio Agramonte y Loynaz (Puerto Príncipe, 23 de desembre de 1841 - Jimaguayú, 11 de maig de 1873). Major General del “Ejército Libertador cubà conegut com «El Major», va ser un dels líders més destacats de la Guerra dels Deu Anys. Va organitzar la cèlebre cavalleria camagüeyana, al capdavant de la qual va aconseguir grans victòries contra les tropes colonials espanyoles.[]
El Museu Casa Natal del Major General Ignacio Agramonte està situat al centre urbà i constitueix l'habitatge amb valor històric més important de la regió.
L'immoble data, presumiblement, de mitjans del segle xviii i recull tota l'empremta hispà-mudèjar i barroca de l'arquitectura colonial cubana, amb influències d'altres estils com el neoclàssic i rococó.
Disposa d'una ambientació del segle xix, que mostra una seqüència pròpia de l'època a través de mobles originals i peces d'arts decoratives. Disposa d'una informació històrica que compta la tasca de Ignacio Agramonte a la Primera Guerra d'Independència.
La casa natal de "El Major", com també se l'anomena, és un lloc que mostra els aspectes històrics i artístics del típic habitatge principeño.
- Casa de la Trova

En un lloc limítrof a la Plaça fundacional de l'altre temps Vila de Santa Maria del Puerto del Príncipe, avui Parc Agramonte, hi ha la seu de la Casa de la Trova, que porta el nom de l'insigne músic camagüeyano Patricio Ballagas, la més gran del seu tipus a Cuba.
L'edifici reconegut pels seus valors arquitectònics, data del segle xviii i hi va habitar el capità Lucas Guerra de Figueroa, que va caure lluitant contra els pirates que van atacar la ciutat el 1679.
Des de fa diversos anys, el centre és dirigit per l'Agència de Promocions Artístiques i Literàries (ARTEX), que comercialitza les produccions musicals dels artistes del territori i el sectorial Municipal de Cultura, responsable de la decoració i ornamentació del lloc.
- Teatre Principal

Ja des de la dècada del 30 del segle xix els hisendats príncipeños albergaven la idea de construir un teatre, motivats per la inauguració del Teatre Taló a l'Havana, el 1838. Aquests propòsits només es varen poder concretar gairebé deu anys més tard, gràcies al desenvolupament econòmic del Puerto del Príncipe.
El 1847, per convocatòria del governador Joan d'Orozco, un grup d'acabalats habitants del Camagüey acorden crear una societat anònima per a la construcció del teatre, per la qual cosa aporten 40.000 pesos cada un.
Es va inaugurar oficialment el 2 de febrer de 1850, efemèrides de fundació de la Vila de Santa Maria del Puerto del Príncipe, establerta el 1514.
El teatre tenia una capacitat per a 1500 espectadors, còmodament asseguts, distribuïts en platea, llotges principals, tertúlia i cassola. Per a una correcta ventilació es va dotar de suficients portes i finestres. L'escenari era de grans dimensions i es comptava amb elements escenogràfics d'attrezzo, vestidors i il·luminació d'acord amb l'època. Era considerat com un dels millors del país per les seves condicions acústiques.
- Plaça dels Treballadors

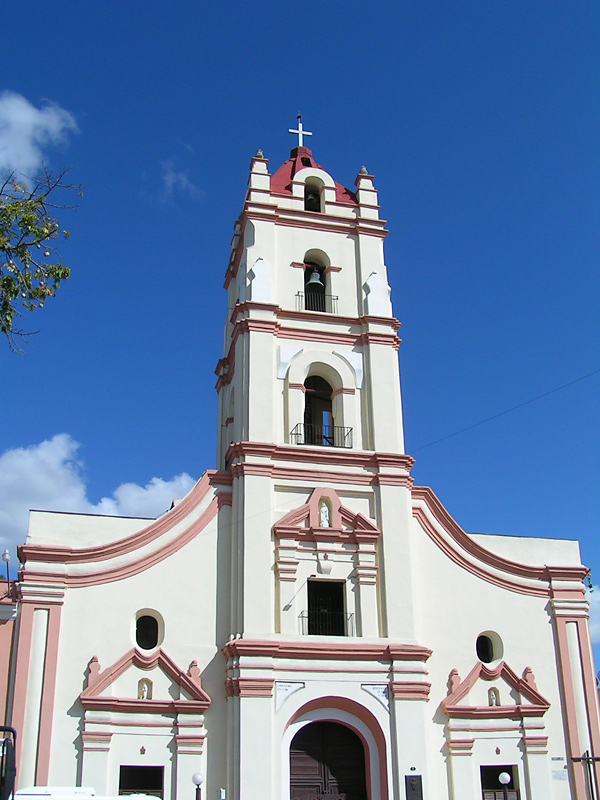
Església de la Mercè

Aquest espai on hi ha la plaça va sorgir al segle xvii amb motiu de la construcció de la primitiva ermita i convent de la Mare de Déu de la Mercè. Constitueix un cas excepcional per formar una espècie de triangle que permet l'accés per cadascun dels seus angles. Forma una de les tres primeres places de l'antiga vila de Santa María del Puerto del Príncipe.
La plaça va prendre la seva forma present en el segle xviii per ressaltar el front del convent i església de l'Orde dels Mercedaris, establerta a la vila des de 1601 i va ser anomenada Plaça de la Mercè.
A principis de la República neocolonial es va posar al centre de l'espai un petit parc plantant al centre una ceiba envoltada d'una reixa de ferro la qual es conserva en l'actualitat.
Va rebre el nom actual amb el triomf de la Revolució, a inicis dels anys 60.
- Església de la Mercè

Va ser construïda l'any 1601 per frares de l'orde dels Mercedaris en una ermita de fusta i guano dedicada a la Mare de Déu de l'Altagracia. A mitjan segle xvii es va substituir per un modest edifici de parets sòlides que va ser demolit en el període de govern de Luis de Unzaga entre els anys 1744 i 1747 per començar a edificar l'actual temple, el qual va ser reconstruït el 1848 i 1906.

## Persones il·lustres
- Lexy Ortega (n. 1960), Gran Mestre d'escacs
- Eduardo Peiyrellade Zaldívar (1846-?), compositor pianista i pedagog musical.
- Gertrudis Gómez de Avellaneda (1814-1873), escriptora
- Arístides Agramonte Simoni, metge
- Nicolás Guillén Batista (1902-1989), poeta
- Raúl Rivero (1945-1921), poeta i periodista